# 第41回ダヴィッド・ディ・ドナテッロ賞
第41回ダヴィッド・ディ・ドナテッロ賞（だい41かいダヴィッド・ディ・ドナテッロしょう）の授賞式は、 1996年6月8日にローマで行われた。

## 受賞とノミネート一覧
太字が受賞者。

### 作品賞
- Ferie d'agosto（監督：パオロ・ヴィルズィ）
- Celluloide（監督：カルロ・リッツァーニ）
- 魅せられて Io ballo da sola（監督：ベルナルド・ベルトルッチ）
- 明日を夢見て L'uomo delle stelle（監督：ジュゼッペ・トルナトーレ）

### 監督賞
- ジュゼッペ・トルナトーレ（『明日を夢見て』）
- ベルナルド・ベルトルッチ（『魅せられて』）
- カルロ・リッツァーニ（『Celluloide』）
- パオロ・ヴィルズィ（『Ferie d'agosto』）

### 新人監督賞
- ステファノ・インチェルティ（『Il verificatore』）
- ミンモ・カロプレスティ（『La seconda volta』）
- レオナルド・ピエラッチョーニ（『I laureati』）

### 脚本賞
- フリオ・スカルペッリ、ウーゴ・ピッロ、カルロ・リッツァーニ（『Celluloide』）
- フランチェスコ・ブルーニ、パオロ・ヴィルズィ（『Ferie d'agosto』）
- ファビオ・リナウド、ジュゼッペ・トルナトーレ（『明日を夢見て』）

### プロデューサー賞
- ピエトロ・インノチェンツィ、ロベルト・ディ・ジローラモ（『Palermo Milano solo andata』）
- アンジェロ・バルバガッロ、ナンニ・モレッティ（『La seconda volta』）
- アメデオ・パガーニ（『ユリシーズの瞳』）

### 主演女優賞
- ヴァレリア・ブルーニ・テデスキ（『La seconda volta』）
- リーナ・サストリ（『Celluloide』）
- ラウラ・モランテ（『Ferie d'agosto』）
- Vィルナ・リージ（『心のおもむくままに』）

### 主演男優賞
- ジャンカルロ・ジャンニーニ（『Celluloide』）
- セルジオ・カステリット（『明日を夢見て』）
- エンニオ・ファンタスティキーニ（『Ferie d'agosto』）
- ジャンカルロ・ジャンニーニ（『Palermo Milano solo andata』）

### 助演女優賞
- マリーナ・コンファローネ（『La seconda volta』）
- ステファニア・サンドレッリ（『Ninfa plebea』）
- リーナ・サストリ（『Vite strozzate』）

### 助演男優賞
- レオポルド・トリエステ（『明日を夢見て』）
- ラウル・ボヴァ（『Palermo Milano - Solo andata』）
- アレッサンドロ・アベル（『I laureati』）

### 撮影監督賞
- アルフィーオ・コンティーニ（『愛のめぐりあい』）
- ダリウス・コンジ（『魅せられて』）
- ダンテ・スピノッティ（『明日を夢見て』）

### 作曲賞
- マヌエル・デ・シーカ（『Celluloide』）
- エンニオ・モリコーネ（『明日を夢見て』）
- アルマンド・トロヴァヨーリ（『Romanzo di un giovane povero』）

### 美術賞
- フランチェスコ・ブロンズィ（『明日を夢見て』）
- エンリコ・ヨブ（『Ninfa plebea』）
- ジャンニ・シルヴェストリ（『魅せられて』）

### 衣装デザイン賞
- ジェニー・ビーヴァン（『ジェイン・エア』）
- ベアトリーチェ・ボルドーネ（『明日を夢見て』）
- ルチャーノ・サゴーニ（『Celluloide』）

### 編集賞
- チェチーリア・ザヌーゾ（『Pasolini, un delitto italiano』）
- ウーゴ・デ・ロッシ（『Palermo Milano - Solo andata』）
- マッシモ・クアリア（『明日を夢見て』）
- ピエトロ・スカリア（『魅せられて』）
- カルラ・シモンチェッリ（『Vite strozzate』）

### 録音賞
- ジャンカルロ・ラウレンツィ（『Palermo Milano - Solo andata』）
- マッシモ・ロッフレーディ（『明日を夢見て』）
- アレッサンドロ・ザノン（『La seconda volta』）

### 外国映画賞
- とまどい（監督：クロード・ソーテ）
- 誘惑のアフロディーテ（監督：ウディ・アレン）
- スモーク（監督：ウェイン・ワン）

### 外国人女優賞
- スーザン・サランドン（『デッドマン・ウォーキング』）
- エマニュエル・ベアール（『とまどい』）
- エマ・トンプソン（『いつか晴れた日に』）

### 外国人男優賞
- ハーヴェイ・カイテル（『スモーク』）
- ミシェル・セロー（『とまどい』）
- ウディ・アレン（『誘惑のアフロディーテ』）

### ダヴィッド特別賞
- ヴィルナ・リージ
- リタ・チェッキ・ゴーリ
- アウレリオ・デ・ラウレンティス
- ジョヴァンニ・ディ・クレメンテ

### ダヴィッド功労賞（創設40周年記念）
- ヴィットリオ・ガスマン
- ジーナ・ロロブリジーダ